# 范登林
范登林（發音：[faːm˧˨ʔ ʔɗaŋ˧˧ ləm˧˧]；1918年6月12日—1975年6月2日），越南共和國外交官，曾任越南共和國外交部長，也是該國最後一任駐英國大使。

## 生平
范登林1918年6月12日出生於越南永隆。
1955年，擔任外交部秘書長。
1963年至1964年，任阮玉書內閣外交部長。1964年2月由潘輝括接任，同年11月再次出任外交部長。
1965年，擔任越南共和國駐菲律賓大使。
巴黎和平協議談判期間，范登林擔任越南共和國首席代表，並兼任越南共和國駐巴黎總領事。
1975年西貢陷落後，時任越南共和國駐英國和荷蘭大使范登林在電話中向越南民主共和國駐法國大使武文充表示自己將安排好大使館的移交工作。
1975年6月2日在法國巴黎去世。